# 武居三吉
武居 三吉（たけい さんきち、1896年10月26日 - 1952年6月25日）は、日本の農芸化学者。

## 略歴
長野県諏訪郡平野村（現・岡谷市）生まれ。旧制長野県立諏訪中学校（長野県諏訪清陵高等学校）、旧制第二高等学校を経て、1920年東京帝国大学農学部農芸化学科を卒業。
1922年から理化学研究所勤務。ハイデルベルク大学留学を経て、1928年京都帝国大学教授となる。1931年京都大学化学研究所所長に就任。1940年から1946年まで京都教育大学学長を務め、戦後は京都市の教育委員も務めたことがある。
主な研究内容としてはデリス根の有効成分ロテノンの化学構造を決定した。
祖父は製糸家の武居代次郎。

## 主著
- 『茶の香気の生化学』日本生化学会 1935年
- 『緑茶の香の研究』（共著）理化学研究所 1933年～1938年

## 栄誉
- 東宮御成婚記念賞 1934年 「デリス根の有効成分ロテノーンの化学的構造に関する研究」
- 日本学士院会員 1964年
- ドイツ自然科学学士院 外国人会員 1958年
- ハイデルベルク科学学士院 外国人会員  1959年